# Mystus pulcher
Mystus pulcher és una espècie de peix de la família dels bàgrids i de l'ordre dels siluriformes.

## Morfologia
Els mascles poden assolir els 6,7 cm de longitud total.

## Distribució geogràfica
Es troba a Myanmar i Tailàndia.